# 叙昆線
叙昆線は、滇越線の完成を受け、1905年から計画された、現在の昆明北駅から宜賓市を結ぶ865kmの鉄道計画の名称。最終的には1944年に沾益までの173kmが開通し昆沾線と改名、その後、1958年に大部分の路盤が貴昆線の一部として転用されたが、現在も一部が昆小線として残っている。2003年、かつての計画とほぼ同じルートをたどる内昆線が全通した。

## 経緯
1905年、滇越線がベトナムから昆明まで開通すると、次に、昆明から商業都市である叙府（現在の四川省宜賓市）を結ぶ計画が立案され、民間で建設資金380万両が集められたが、政変などにより計画は実行されなかった。
1938年（民国27年）に四川省及び雲南省国民党政府の合意により建設が決定、同年11月1日に滇越線の鉄道規格（軌間1,000mmのメーターゲージ）に準じて建設が開始された。当初の予定では、昆明から曲靖、宣威、威寧、彝良、大湾子、塩津県、安阜（現在の水富市）を経由して宜賓に至る予定であった。最小曲線半径164m（山岳部では115m）、最急勾配20‰（山岳部では25‰）。
1940年（民国29年）の日本の仏印進駐により、資材搬入が不可能となったが、その際に日本軍の進入を妨害するために破壊した滇越線のレール162km分を転用しての建設が継続された。
1942年（民国31年）、日本軍によるビルマ占領にともない滇緬線の建設が中断、1944年（民国33年）に沾益県に飛行場が設置されると米軍の空輸支援を受け、滇緬線のレールも転用しての建設が続けられた。1944年（民国33年）5月1日に昆明-沾益間の173Kmが開通、昆沾線と改名された。
戦後、昆沾線はメーターゲージ鉄道として活躍したが、1959年に貴昆線の建設が開始されると、昆沾線の大部分はメーターゲージから標準軌に改軌され、残りの部分は1970年までに撤去された。現在、昆明北駅から小石壩駅までの僅かな区間が、昆小線としてメーターゲージで残っている。
なお、2003年には貴昆線から分岐し、かつての叙昆線で目指した宜賓市を経由して内江市へ到る内昆線が開通している。